# Кроссовки (рассказ)
«Кроссовки» (англ. Sneakers) — рассказ американского писателя Стивена Кинга, впервые опубликованный в 1988 году в сборнике «Тёмные видения 5». Позднее, в 1993 году, существенно переработанный рассказ вошёл в состав сборника «Ночные кошмары и фантастические видения».

## Сюжет
Джон Телл работает в студии звукозаписи «Tabory Studios» у своего друга, продюсера Пола Дженнингса. Однажды, зайдя в туалет на третьем этаже, он видит в одной из кабинок старые грязные кроссовки, которые видно из-под двери. Через неделю он снова заходит в этот туалет и видит те же кроссовки в той же кабинке, но около одной из них он видит дохлую муху. Через несколько месяцев, опять зайдя туда, он снова видит эти кроссовки, на этот раз окружённые дохлыми мухами и прочими насекомыми.
Через несколько дней Дженнингс внезапно начинает делать Джону намёки на близкие отношения; после этого Джон решает прекратить сотрудничество с Дженнингсом, но после завершения проекта, над которым они работают.
Джона не покидает навязчивая мысль о кроссовках; он и боится их, и всё равно ходит на них смотреть. Наконец он спрашивает своего коллегу Джорджи, не связано ли каких-нибудь легенд со студией, в котором они работают, и Джорджи рассказывает Джону легенду о призраке наркоторговца, убитого когда-то в туалетной кабинке. Джон идёт в туалет, открывает кабинку с кроссовками и видит призрак этого наркоторговца, который говорит ему, что его убил Дженнингс из корыстных соображений — он задолжал наркоторговцу большую сумму денег, и впоследствии (за счёт украденного у убитого наркоторговца кокаина) разбогател и стал владельцем студии звукозаписи. После этого Джон идёт к Дженнингсу и немедленно увольняется, и затем, вернувшись домой, читает газету с объявлениями о вакансиях.